# Joseph Kaffsack

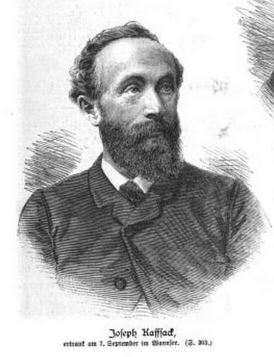
Joseph Kaffsack

Joseph Kaffsack (* 21. Oktober 1850 in Regensburg; † 7. September 1890 in Berlin) war ein deutscher Bildhauer.

## Leben

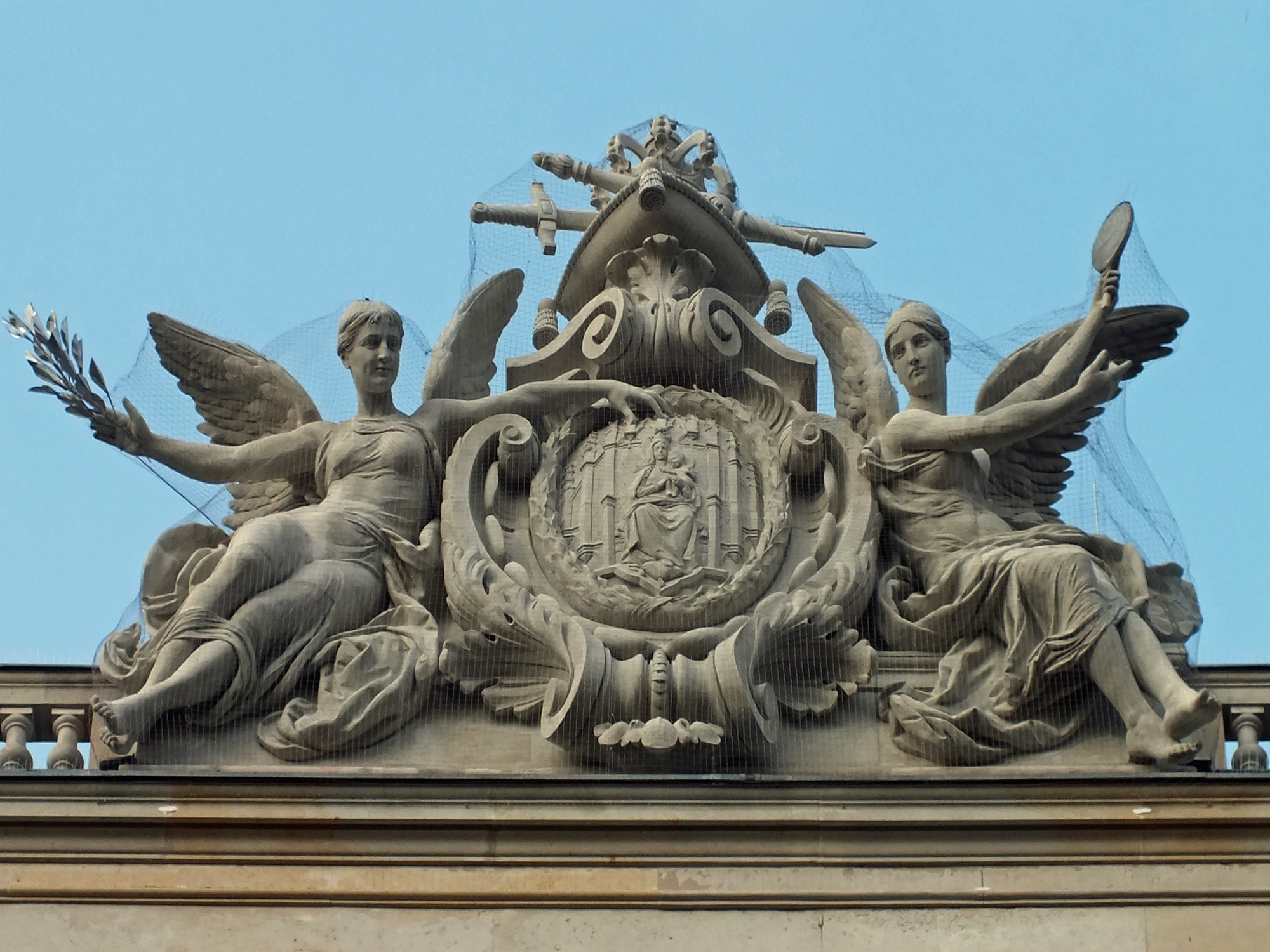
Abguss der Attika-Gruppe auf der Universitätsbibliothek Leipzig, 2011

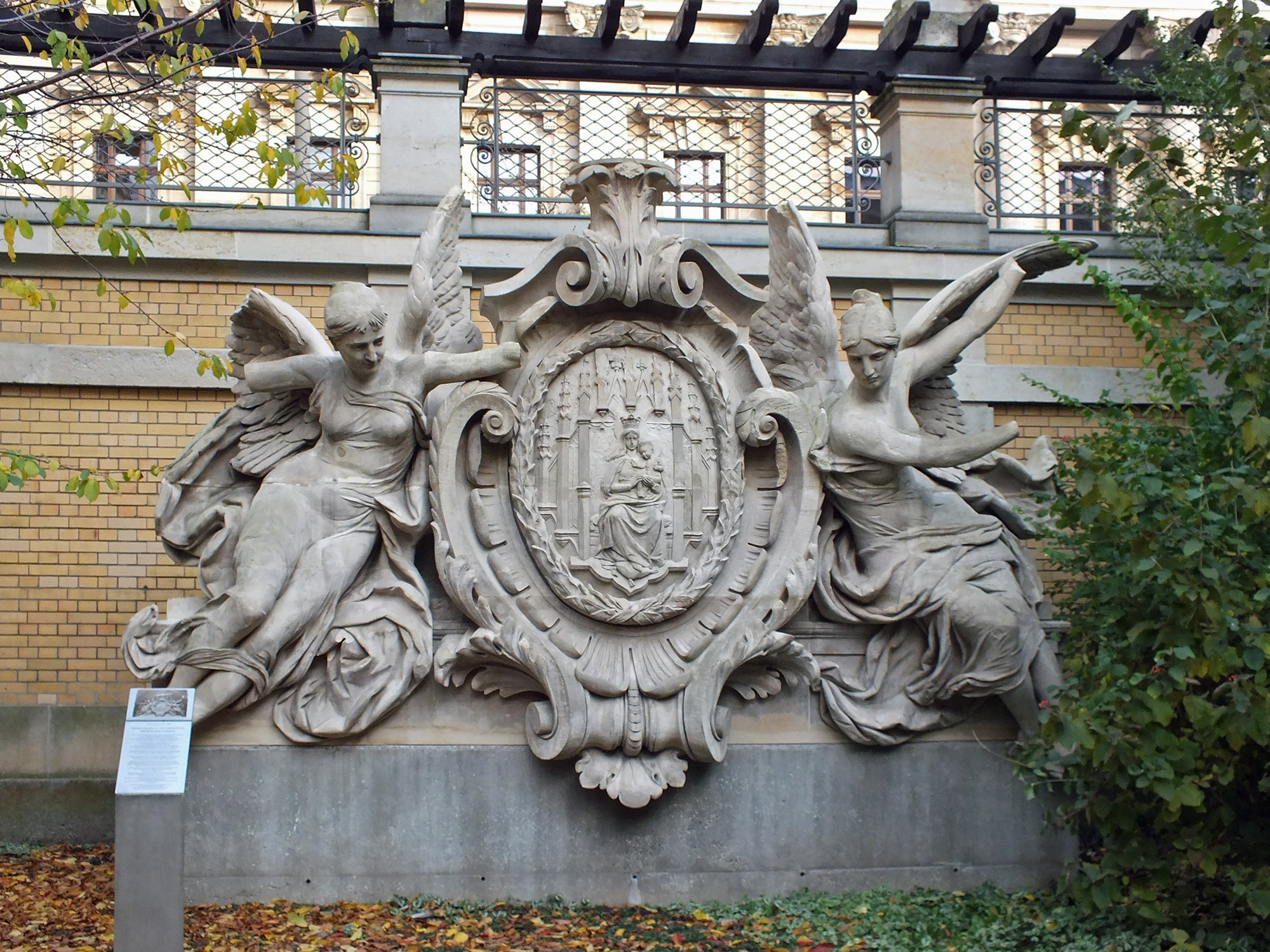
Das Original im Hof der Bibliothek, 2011

Joseph Kaffsack war der Sohn eines Buchdruckers. Er besuchte in Regensburg die  Latein- und die Gewerbeschule. Von seinem Wunsch, Uhrmacher zu werden, ließ er bald ab. Stattdessen kam er, seiner Neigung nachgehend, über das Kunstgewerbe zur Bildhauerei. 1874 führte er Restaurierungsarbeiten in der Marienkirche in Lübeck aus. Noch im selben Jahr ermöglichte ihm ein Stipendium ein Studium an der Dresdner Kunstakademie. Seine Bildhauerausbildung erfuhr er hier bei Ernst Hähnel (1811–1891).
Nach dem Studium ging er 1880 nach Berlin, wo seine erste große Arbeit entstand, eine drei Meter hohe Statue „Lubecca“, die als Gipsmodell eine Personifikation der Stadt Lübeck darstellte. Ein Bronzeguss davon und eine Aufstellung im öffentlichen Raum blieben ihm allerdings verwehrt. Jedoch eröffnete ihm diese Arbeit den Weg zu weiteren Aufträgen.
Er schuf in den nächsten Jahren eine Reihe von dekorativen Werken für  private und öffentliche Gebäude, insbesondere für Leipziger Einrichtungen. Zu Kaffsacks berühmtesten Werken gehört das am 18. Oktober 1890 enthüllte Zwei-Kaiser-Denkmal für Wilhelm I. und Friedrich III. an den Klausbergen nahe der Burg Giebichenstein in Halle. Er verwendete den gewachsenen Felsen als Sockel und Hintergrund für die Kolossalfigur des Erzengels Michael aus weißem Marmor, der sein Schwert auf den getöteten Drachen setzt und einen Palmenzweig über den mit den Reliefbildnissen der beiden Kaiser verzierten Bronzeschild hält. Außer sechs Großfiguren auf der ehemaligen Hauptpost schuf er in Leipzig für die Universitätsbibliothek die Gruppe „Ruhm und Wahrheit erringt der Suchende“, die seit 2009 als Abguss das Gebäude wieder krönt und als beschädigtes Original in dessen Hof aufgestellt ist.
Joseph Kaffsack ertrank, knapp 40-jährig, zusammen mit dem Maler Paul Weimar bei einer Bootsfahrt mit seinem eigenen Segelboot auf dem Berliner Wannsee.

## Werke (Auswahl)
- Gipsmodell der Statue „Lubecca“ (1881)
- sechs vier Meter hohe Attika-Statuen auf dem Neuen Postgebäude (→ Hauptpost) am Augustusplatz: Post, Telegraphie, Kunst, Wissenschaft, Handel und Gewerbe (1882)
- zwei Kolossalfiguren in Landsknechtstracht für das VIII. Deutsche Bundesschießen in Leipzig (1884)
- die Gruppe „Ruhm und Wahrheit erringt der Suchende“  für die Bekrönung der Frontseite der Universitätsbibliothek Leipzig (1886), seit 2009 durch Abguss ersetzt, Original im Bibliothekshof
- Kolossalgruppe der Harmonie im Kuppelraum des Landesausstellungsgebäudes in Berlin zur Jubiläumsausstellung der bildenden Künste (1886)
- Hermenbüste Wilhelms II. für den Festsaal des Leipziger Rathauses (1890)
- Büste Wilhelm II., im Börsensaal des Lübecker Rathauses (1890)
- Denkmal für Wilhelm I. und Friedrich III. am Giebichenstein in Halle
- Bronzegruppe „Junge Liebe“ und Marmorgruppe „Das erste Gebet“ (Berliner Nationalgalerie)
- zahlreiche Terrakotta-Figuren
- mehrere Grabdenkmäler

Ehemaliges Kaiserdenkmal am Giebichenstein, Halle (Saale)
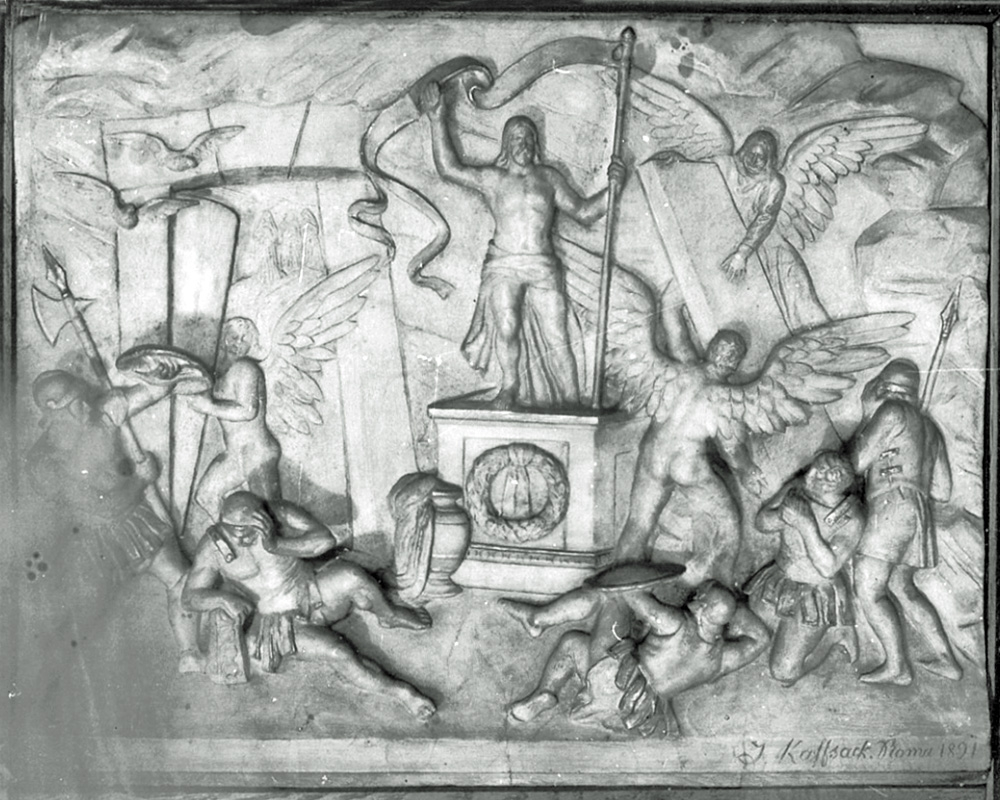
Alabasterrelief Auferstehung
Statue Post auf der ehemaligen Hauptpost Leipzig
Statue Telegraphie auf der ehemaligen Hauptpost Leipzig
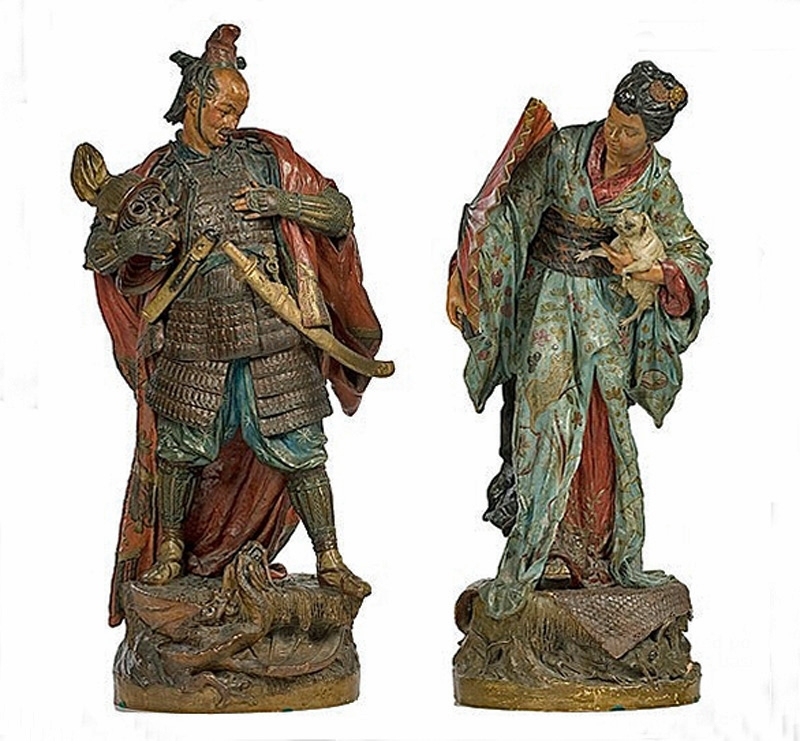
Orientalische Figuren
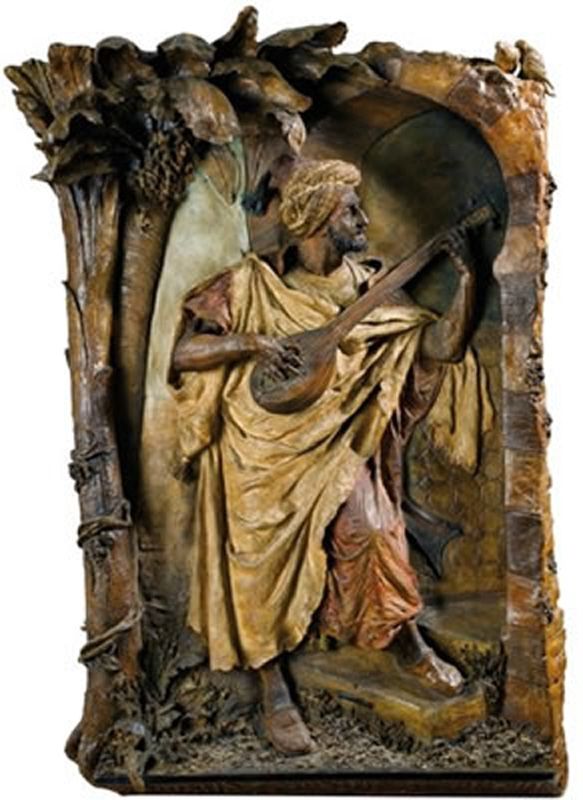
Arabischer Musiker mit Laute
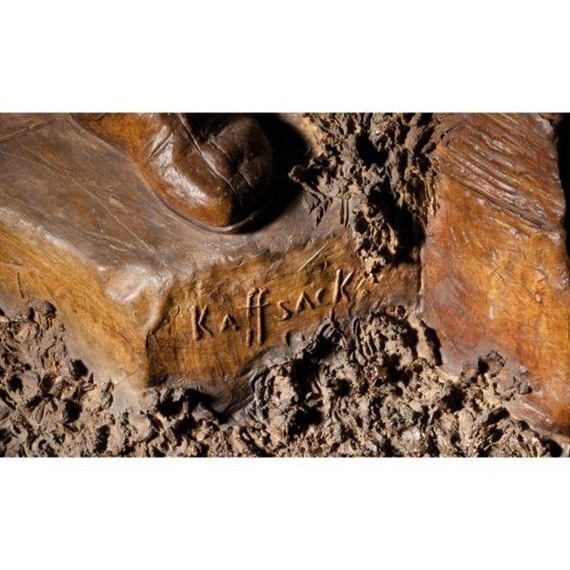
Signatur am Arabischen Musiker
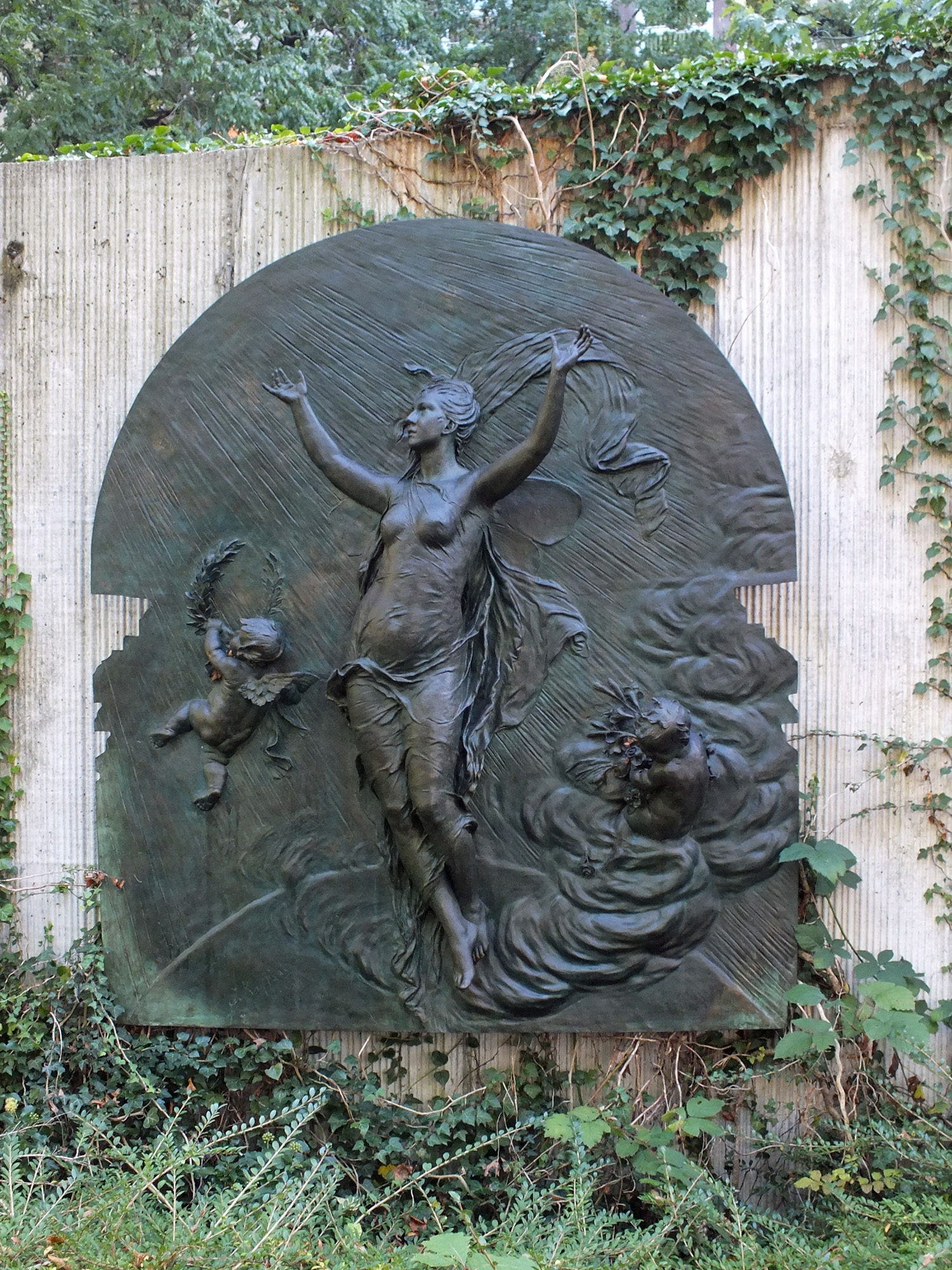
Reliefgrabplatte der Familie Koehler, jetzt Alter Johannisfriedhof Leipzig